# Медаль «За храбрость»
Медаль «За храбрость» — государственная награда (медаль) Российской империи.
В наградной системе Российской империи существовало несколько типов наградных медалей с надписью «За храбрость».

## Медаль «За храбрость» (для иррегулярных формирований)
Медаль «За храбрость», учреждённая в 1807 году, предназначалась для награждения воинов иррегулярных войск и военизированных формирований (казачьих, ополченческих, конно-иррегулярных, милицейских, полицейских, охранных, сторожевых), не имеющих офицерских и классных чинов, за отличия в боевых действиях, а также за подвиги, проявленные в схватках с нарушителями общественного порядка и хищными зверями, как в военное, так и в мирное время.
С 1850 года и по 1913 год входила в перечень наград, предназначенных для коренных жителей Кавказа, Закавказья и других азиатских территорий Российской империи, не состоящих в регулярных войсках и не имеющих офицерских и классных чинов, и удостаивалась за отличия в боях против неприятеля на стороне российской армии, за подвиги, проявленные в схватках с нарушителями общественного порядка, с хищными зверями, как в мирное, так и в военное время, в связи с чем среди награждённых преобладали уроженцы Кавказского края.
Медаль носилась на георгиевской ленте. Имела четыре степени достоинства: серебряная медаль меньшего размера (28 мм, 30 мм) для ношения на груди; такая же золотая медаль для ношения на груди; серебряная медаль большего размера (50 мм) для ношения на шее; такая же золотая медаль для ношения на шее. Соблюдалась постепенность в награждениях: от нагрудной серебряной (меньшего достоинства) до золотой нашейной. Однако, за отличия, выходящие из ряда обыкновенных, дозволялось награждать медалями более высокого достоинства помимо низших. Медали (как малые нагрудные, так и большие нашейные) не имели номеров; прибавочного жалования и пенсий по ним не полагалось. 
 По достоинству медаль «За храбрость» была ниже Знака отличия Военного ордена, но выше всех остальных медалей, однако некоторое время (в 1852—1858 годах) золотая нашейная медаль с надписью «За храбрость» в системе наград, установленных для жителей азиатских окраин, была выше Знака отличия Военного ордена.
За годы существования награды её статус и внешний вид неоднократно изменялись.
В период царствования Николая II на лицевой стороне медали имелось погрудное влево обращённое профильное изображение императора Николая II и надпись по окружности: слева — «Б. М. НИКОЛАИ II ИМПЕРАТОРЪ», справа — «И САМОДЕРЖЕЦ ВСЕРОСС.», а на обратной стороне — слева по окружности пальмовая, дубовая и лавровая ветви, перевязанные внизу лентой, и надпись «ЗА ХРАБРОСТЬ».
До учреждения в 1913 году Георгиевской медали, в военное время медалью «За храбрость» награждались также лица, не имеющие классных чинов и воинских званий (служащие Красного Креста — сёстры милосердия, санитары и др.; добровольцы из числа гражданского населения) за подвиги, проявленные в боевой обстановке, под огнём неприятеля.
С учреждением Георгиевской медали действовавшие ранее постановления о медали с надписью «За храбрость» отменялись.

## Медаль «За храбрость» (для пограничной стражи)
В 1878 году император Александр II для награждения нижних чинов пограничной стражи и содействующих ей подразделений армии и флота за боевые отличия при исполнении обязанностей пограничной и таможенной службы учредил отдельную награду — медаль с надписью «За храбрость» четырёх степеней. 1-я и 2-я степени этой медали были золотыми, 3-я и 4-я — серебряными. Медали всех степеней имели одинаковый, меньший, размер (28 мм), носились на груди на георгиевской ленте, причём 1-я и 3-я степени — с бантом из этой же ленты. Соблюдалась постепенность в награждении: от 4-й (низшей) степени до 1-й (высшей). На лицевой стороне медали изображался профиль царствующего императора, на обратной — надпись «За храбрость», степень медали и её номер. Эта награда была приравнена к Знаку отличия Военного ордена и была выше всех остальных медалей, включая Аннинскую. Награждённым Знаком отличия Военного ордена, совершившим повторный подвиг при исполнении пограничной или таможенной службы, полагалась медаль «За храбрость» следующей, более высокой, нежели Знака отличия, степени и, соответственно, награждённым медалью «За храбрость» за совершённый в боях с неприятелем повторный подвиг полагался Знак отличия Военного ордена более высокой степени, чем медали «За храбрость». Нижние чины, награждённые медалью «За храбрость» для пограничной стражи, имели все те же преимущества, что и награждённые Знаком отличия Военного ордена (включая прибавочное жалование и пенсии).
С 1906 года медалью с надписью «За храбрость», учреждённой в 1878 году для пограничной стражи, стали награждать также нижних чинов армии, флота, отдельного корпуса жандармов, с 1910 года — полиции, «за подвиги храбрости», оказанные при ликвидации мятежей, революционных выступлений, в борьбе с вооруженными нарушителями порядка. 
Согласно приказу по Военному ведомству 1912 года № 104, награждение медалями «За храбрость» четырёх степеней распространилось также на строевых нижних чинов воинских частей пограничных военных округов «за оказанные подвиги мужества и самоотвержения в мирное время при боевой обстановке».
С учреждением Георгиевской медали действовавшие ранее постановления о медали с надписью «За храбрость» и устав о ней отменялись, кроме положений о прибавочном жаловании и пенсиях награждённым.

## Георгиевская медаль «За храбрость»
10 (23) августа 1913 года была учреждена Георгиевская медаль (с надписью «За храбрость»), причисляемая к Военному ордену Святого Георгия. Медаль предназначалась для награждения нижних чинов армии и флота за проявленные ими в военное или в мирное время подвиги, а также гражданских лиц, но лишь за отличия, оказанные ими в бою против неприятеля. Имела четыре степени. Внешне была сходна с медалями «За храбрость» для пограничной стражи, по достоинству — ниже Знака отличия Военного ордена, официально именуемого Георгиевским крестом (но выше всех остальных медалей). В годы Первой мировой войны, наряду с Георгиевским крестом, Георгиевская медаль стала самой массовой наградой для нижних чинов Русской императорской армии.